# 梁世勋
梁世勋（1651年12月25日—1718年8月11日），字廷镛，号鹤汀，陕西西安府三原县人，清朝大臣。

## 生平
梁世勋生于顺治辛卯十二月二十五日（1651年12月25日），先祖为陕西安塞人，后徒榆林，又徒三原。明末兵乱时家谱被毁。高祖梁戚，曾祖梁儒，祖父梁槐。其父梁加琦由武功起家，为蜀军统领，随肃亲王豪格平川陕，为骁骑将军。母王氏，诰曾一品太夫人。
梁世勋在兄弟四人中居幼。仲兄舟举进士后，他也由一品荫生入国子监，后以随靖逆侯张公征剿河东有功，授盛京（今辽宁省）治中知县，调剂满兵与民两安。此后历任刑部员外郎、郎中，出任直隶永平府（治今河北省卢龙县）知府，有神君名。在任10年，升任两淮盐运使，清除盐法弊端。再迁山东按察使、布政使。康熙四十五年（1706）升广西巡抚，使侗蛮知王化，修建文庙。
康熙五十年（1711年）八月，梁世勋出任安徽巡抚，接替病故的前任巡抚叶九思（1709—1711年在任），任期至五十五年十月。出任当年，辛卯科场案案发，梁世勋前往扬州参与审理案情，而前任巡抚叶九思牵涉其中。
康熙五十五年（1716），梁世勋入朝进京任户部左侍郎。又遵旨口外督理屯田，屯垦巴里坤（今新疆维吾尔自治区巴里坤哈萨克自治县），以充军饷。康熙五十七年戊戌闰八月十一日（1718年8月11日）在任所去世。享年六十七岁。诰授光禄大夫。庚子年戊子月甲申日（1720年）安葬于池阳之原。墓志铭由松江华亭人王顼龄（1642-1725）撰文，显亲王衍潢（1691—1771年）、浙江德清人礼部尚书蔡升元（1652-1722年）书丹，山西阳城人户部尚书田从典（1651—1728）纂盖。
妻室
- 元配雷氏，诰赠一品夫人
- 继配许氏，诰赠一品夫人
- 继配刘氏
- 继配程氏

有子二人：
- 长子梁兆麟，卒
- 次子梁翥鸿：陕西三原荫生，山东布政使，漕运总督，乾隆廿九年（1764年）任山东巡抚。著有《东廵金石録》。
- 嗣孙梁天禄：候选知县